# Harry Elmer Barnes
Harry Elmer Barnes (* 15. Juni 1889 in Auburn, New York; † 25. August 1968 in Malibu, Kalifornien) war ein US-amerikanischer Historiker und Soziologe. Barnes vertrat geschichtsrevisionistische Ansichten zur Entstehung des Ersten und des Zweiten Weltkrieges. Seiner Ansicht nach war Adolf Hitler friedliebend und hatte mit dem Überfall auf Polen den Zweiten Weltkrieg nicht begonnen. Gegen Ende seines Lebens vertrat Barnes den Holocaust leugnende Thesen.

## Leben und Werk bis zum Dezember 1941
Barnes erwarb 1918 seinen Doktorgrad im Fach Geschichte an der Columbia University. Danach arbeitete er für zwei Jahre als ordentlicher Professor an der Clark University. Von dort wechselte er 1923 als ordentlicher Professor ans Smith College, ein angesehenes Frauen-College, und lehrte dort bis 1929 Historische Soziologie und Geschichte, die er als sein Hauptfach betrachtete. Barnes war ein sehr vielseitiger Historiker. Bis Mitte der 1930er Jahre war er ein anerkannter Wissenschaftler und produktiver Historiker. Er schrieb 30 Bücher, über 100 Essays und über 600 Buchkritiken und Zeitschriftenartikel. Barnes gehörte einerseits zu den liberalen Reformern: Er war gegen das Alkoholverbot in den USA, gegen Zensur und Todesstrafe, setzte sich für eine Reform des Strafvollzuges ein, war für sexuelle Befreiung, für Empfängnisverhütung und mehr Gleichberechtigung von Frauen und Farbigen. Auf der anderen Seite vertrat Barnes sehr engagiert vom Mainstream der liberalen US-Historiker abweichende Meinungen.
Ab 1924 bestritt Barnes die deutsche Verantwortung an der Entstehung des Ersten Weltkrieges. Deutschland sei friedliebend gewesen. Dagegen hätten Großbritannien und Frankreich mit Russland eine riskante Politik verfochten, die zum Krieg geführt habe. Deutschland und Österreich seien die Opfer der Julikrise gewesen. Die Alliierten hätten Deutschland bewusst in den Krieg getrieben. Außerdem hätten sie nach dessen Ende Deutschland die Kriegsschuld zugeschoben und mit dem Vertrag von Versailles einen für Deutschland sehr nachteiligen Diktatfrieden erzwungen. Der Kriegseintritt der USA sei ein Fehler gewesen. Die USA sollten sich aus fremden Konflikten heraushalten. Diese Thesen publizierte Barnes u. a. in den Journalen Nation und Current History. Sie fanden in Deutschland aufmerksames Gehör, etwa bei der dem Auswärtigen Amt unterstellten und von dem ehemaligen Kolonialoffizier Major Alfred von Wegerer geleiteten und als Bürgerinitiative getarnten Dienststelle Zentralstelle für Erforschung der Kriegsursachen, die der im Versailler Vertrag festgeschriebenen deutschen Schuld am Weltkrieg entgegenwirken sollte. Die Mitarbeiter besorgten Barnes insgeheim Archivmaterial und Literatur, druckten seine Artikel ab und sorgten für Übersetzungen.
Seine Thesen veröffentlichte Barnes 1926 in seinem Buch Genesis of the World War and Introduction to the Problem of War Guilt. In der Folge wurde er von Heinrich Schnee für den Sommer 1926 und 1927 nach Deutschland eingeladen, wo er Vorträge an den bedeutendsten Universitäten hielt. Schnee war Präsident einer weiteren Tarnorganisation des Auswärtigen Amtes, des „Arbeitsausschusses Deutscher Verbände“ (ADV), einer stärker propagandistischen Parallelorganisation zur „Zentralstelle“, die bemüht war, jede Beteiligung Deutschlands an der Entstehung des Ersten Weltkrieges zu bestreiten. Barnes wurde beinahe wie ein Staatsgast empfangen: Es wurden viele Essen und Empfänge für Barnes veranstaltet. In Berlin wurde er nach eigener Darstellung von einer Gruppe bedeutender Wissenschaftler und Publizisten zu einem Lunch im Eden-Hotel eingeladen. Daran nahm auch ein Vertreter von Reichspräsident Paul von Hindenburg teil, der selbst verhindert war. In Bayern veranstaltete der ADV ein Essen zu seinen Ehren, bei dem Ministerpräsident Heinrich Held die Begrüßungsansprache hielt. In Österreich war der Empfang genauso positiv. Barnes nutzte die Zeit, um seine Forschungen voranzutreiben. Er interviewte Personen aus der Führungsetage der Kaiserzeit in Deutschland und Österreich, um ihre Ansichten zur Entstehung des Weltkrieges kennenzulernen. Außerdem hielt er Vorträge über seine Arbeit, die in Deutschland sehr gut ankamen. Ein Höhepunkt seiner Reise war ein zwei Tage dauernder Aufenthalt im niederländischen Schloss Doorn beim ehemaligen deutschen Kaiser. Wilhelm II. war, wie Barnes berichtete, froh, dass dieser nicht ihn für den Ausbruch des Weltkrieges verantwortlich machte. Er hielt aber nicht wie Barnes Frankreich und Russland für verantwortlich für den Ausbruch des Krieges, sondern das „Freimaurertum“ und das „Internationale Judentum“. Barnes’ Buch wurde mit Hilfe des ADV ins Deutsche übersetzt und 1928 veröffentlicht. Barnes’ Thesen, dass die USA eine isolationistische Politik verfolgen und sich aus internationalen Konflikten heraushalten sollten und dass Deutschland nicht für den Ausbruch des Ersten Weltkrieges verantwortlich sei, wurden von einem Kreis amerikanischer Historiker geteilt, so auch unter anderem Sidney Bradshaw Fay, Bernadotte Everly Schmitt, William L. Langer. Diese Haltung wurde als akademischer Geschichtsrevisionismus betrachtet, galt aber als seriös. Barnes gilt als Mitbegründer dieser Haltung, die die Verantwortlichkeiten einzelner Länder für die Entstehung des Weltkriegs hinterfragt.
Auf der anderen Seite hatte Barnes häufiger Schwierigkeiten mit Kollegen, mit denen er zusammenarbeitete, denn er war von den eigenen Ideen immer sehr überzeugt. Ein Freund schrieb nach seinem Tod: „Harry hatte einen großen Fehler, er war immer seinen Überzeugungen treu und blieb bei seinen Ansichten, auch wenn sich das Blatt gewendet hatte.“ Barnes unterstellte Kollegen, die nicht seiner Meinung waren, häufig öffentlich unlautere Motive. Sie seien opportunistisch und gäben das Bestreben nach „Wahrheit und Gerechtigkeit“ häufig auf, um ihren finanziellen Status zu sichern und Reichtümer zu erwerben. Ausdrücke wie „Verrat und Verleumdung“ war ein normales Vokabular für Barnes.
Am College wurde die Arbeit Barnes’ mit den jungen Frauen geschätzt, aber auch kritisch betrachtet. Ende der 1920er Jahre bildete sich eine Gruppe besorgter Eltern, die gegen Barnes vorgehen wollten, weil er von einigen Eltern als indoktrinär eingeschätzt wurde. Ehe es zu einer Auseinandersetzung kam, verließ Barnes 1929 das College und wurde freier Publizist. Von nun an arbeitete er auch journalistisch. Barnes kam bei Zeitungen des Scripps-Howard-Konzern unter. Dort verfasste er unter anderem eine tägliche Kolumne in der Zeitung World Telegram.
Seit seinen Forschungen zum Ersten Weltkrieg vertrat Barnes die Ansicht, die USA sollten sich aus internationalen Konflikten heraushalten. Dieser Isolationismus war weit verbreitet und bildete auch eine Leitlinie der offiziellen amerikanischen Außenpolitik in den 1930er Jahren. Die expansive Außenpolitik des nationalsozialistischen Deutschland veranlasste aber viele Amerikaner, auf die Entwicklung in Europa zu achten. Die USA blieben bis Ende 1941 offiziell strikt neutral, obschon Sympathie für die europäischen Demokratien bestand, von denen eine nach der anderen von den Deutschen besetzt wurde. Viele Amerikaner sahen die Entwicklung in Europa als Bedrohung an. Nicht so Barnes, der auch nach der Niederlage der Alliierten in Frankreich im Juni 1940 gegen eine vorsichtige Lockerung der Neutralitätspolitik polemisierte. Die USA fingen an, vorsichtig Großbritannien unterstützen, das ohne ihre Hilfe gegen Deutschland nichts ausrichten konnte. Die offizielle Neutralität blieb aber gewahrt.
Zur gleichen Zeit blieb Barnes in seinem Denken stur auf Neutralität ausgerichtet. Das führte im Mai 1940 zu seiner Entlassung aus der Redaktion des World Telegram. Als Deutschland 1941 die Sowjetunion angriff, wurde das Bedrohungsgefühl vieler Amerikaner noch stärker.
Die USA waren kein Mitglied des Völkerbundes geworden. Seit 1931 hatte Japan immer wieder seinen Anspruch vertreten, die politischen Angelegenheiten im Westpazifik zu bestimmen. 1931 besetzte es die Mandschurei, 1937 marschierte es in China ein und besetzte Nanjing. 1940 eroberte Japan große Gebiete in China und besetzte Französisch-Indochina. Die USA reagierten sehr zurückhaltend, obwohl sie Chinas Kampf gegen die Japaner unterstützten. Im Jahr 1941 versuchten sie in Verhandlungen mit Japan dessen Drang einzudämmen, Ostasien zu beherrschen. Japan beteiligte sich an den Gesprächen, bereitete in Wirklichkeit aber seit dem Frühjahr 1941 den Angriff auf Pearl Harbor vor. Japan beabsichtigte, die dort stationierte Pazifikflotte der USA auszuschalten, um freie Hand in Ostasien zu haben.
Zur Zeit zunehmender Bedrohung des Westens und auch der USA durch das nationalsozialistische Deutschland und Japan entwickelte sich in den USA eine starke isolationistische Bewegung. An deren Spitze stand auch Barnes. Er war Vice Chairman des „Keep America Out of War Congress“ und zeitweise Sprecher des America First Committee. In diesem Komitee waren u. a. viele Schriftsteller und Politiker organisiert. Noch Anfang Dezember 1941 hatte die Bewegung ihre Höchstzahl an Mitgliedern. Am 7. Dezember überfiel Japan ohne Kriegserklärung und ohne Vorwarnung die in Pearl Harbor stationierte Pazifikflotte der USA. Am Tag darauf erklärten die USA sich als im Krieg mit Japan befindlich. Die Neutralität zu Deutschland wurde nicht angetastet. Drei Tage später erklärten Deutschland und Italien den Vereinigten Staaten den Krieg. Fortan führten die USA gemeinsam mit England, der Sowjetunion und vielen Staaten den Zweiten Weltkrieg gegen Deutschland, Italien und Japan. Die America-First-Bewegung löste sich auf, ihre politische Einschätzung hatte sich als falsch erwiesen. Die meisten ihrer Protagonisten vermieden es fortan, ihre ehemalige Beteiligung an dieser Bewegung zu erwähnen.

## Nach dem Kriegseintritt der USA in den Zweiten Weltkrieg
Barnes war während des Krieges im Strafvollzug tätig. Er arbeitete als Berater und Historiker bei dem Projekt, Strafgefangene für die Zeit des Krieges als Arbeiter für die Rüstungsproduktion einzusetzen. Ideologisch blieb er im Wesentlichen bei seiner isolationistischen Einstellung. Er hatte eine ganz andere Sicht auf den Zweiten Weltkrieg als fast alle seiner Kollegen. So behauptete er, Hitler habe den Krieg nicht gewollt, vor dem deutschen Überfall vom 1. September 1939 seien seine Absichten gegenüber Polen rein friedlich gewesen. Hitler habe nur Danzig und einen gesicherten Zugang nach Ostpreußen gewollt. Die Engländer und Franzosen aber hätten Polen zu einer kriegerischen Haltung gegenüber Deutschland ermuntert und so den Krieg provoziert. Eine Hauptschuld der Eskalation liege bei Franklin D. Roosevelt, der England und Frankreich heimlich unterstützt und so zu deren aggressivem Verhalten beigetragen habe. Barnes warf dem Präsidenten vor, von dem drohenden Überfall der Japaner auf Pearl Harbor vorab Bescheid gewusst und ihn wissentlich in Kauf genommen zu haben. Diese Verschwörungstheorie verbreitete er erstmals in seiner Veröffentlichung von 1947 The struggle against historical blackout (siehe auch Verschwörungstheorien zum Angriff auf Pearl Harbor). Damit habe er die amerikanischen Wähler und ihre Politiker dahin manipuliert, aktiv in den Krieg gegen Deutschland, Italien und Japan einzugreifen, statt sich herauszuhalten. Diese Art von Revisionismus fand unter den Historikerkollegen und in der amerikanischen Öffentlichkeit keine Billigung. Barnes wurde beinahe zum „Paria“ unter den Historikern. Die einzigen akademischen Posten, die er nach 1930 erhielt, waren Gastprofessuren in Soziologie. Beabsichtigte Reden an verschiedenen Institutionen wurden boykottiert. Manche Bücher musste er privat drucken lassen oder sie fanden nur Aufnahme bei thematisch anders orientierten nichtwissenschaftlichen Verlagen.
Bezüglich des Holocausts war Barnes anfänglich zurückhaltend. Er nahm zunächst an, dass Opferzahlen und Ausmaß von der Geschichtswissenschaft zu hoch angesetzt worden seien. Später entwickelte er sich unter dem Einfluss des Holocaustleugners Paul Rassinier selbst zu einem solchen. Nach 1945 ermunterte er David L. Hoggan zur Publikation seiner Arbeiten, in denen die Schuld Deutschlands am Ausbruch des Zweiten Weltkriegs geleugnet wurde. In seinen eigenen Arbeiten unterstützte Barnes Hoggans Thesen. Das Lexikon der Vergangenheitsbewältigung zählt Barnes und Hoggan zu in den USA beheimateten Geschichtsfälschern und Holocaustleugnern. 1967 bestritt Barnes zudem die systematische Ermordung der Juden in Vernichtungslagern wie Auschwitz, Treblinka und den anderen polnischen und osteuropäischen Orten. Weil die Alliierten bei der Befreiung der westlich gelegenen Konzentrationslager wie Dachau, Belsen, Buchenwald, Sachsenhausen und Dora keine Hinweise auf eine systematische Vernichtung der Juden gefunden hätten, behauptete Barnes 1967 in einem Aufsatz, dass es gar keine systematische Judenvernichtung gegeben hätte, auch nicht in den bis dahin nicht ausreichend bekannten östlich gelegenen Vernichtungslagern. Er behauptete, die Liste von Konzentrationslagern werde nach Belieben vergrößert. Dass „per Definition kaum jemand aus diesen Vernichtungslagern zurückgekehrt war“, der über die Ermordung der Juden hätte Zeugnis geben können, war ihm nicht bekannt. Von „der Wannseekonferenz hatte Barnes ganz offensichtlich noch nie etwas gehört“. In dieser Zeit näherte sich Barnes in Europa dem Rechtsextremismus. Er war der erste amerikanische Historiker, der bestritt, dass es einen Holocaust gegeben hatte.
Am 25. August 1968 starb Barnes 79-jährig im kalifornischen Malibu.

## Rezeption
Barnes’ geschichtsrevisionistische Thesen zu beiden Weltkriegen werden von Extremismusforschern wie Armin Pfahl-Traughber unter anderem damit beschrieben, dass er vor allem aus der politischen Einstellung eines amerikanischen Isolationisten heraus die deutsche Mitverantwortung für den Ersten Weltkrieg und später die deutsche Hauptschuld für den Zweiten Weltkrieg verharmloste und stattdessen die US-amerikanische Regierung als eigentlichen Schuldigen sah. Mit der Förderung des Geschichtsrevisionisten Hoggan habe sich Barnes zudem von den Standards seines Fachs entfernt. Barnes gilt dem Historiker Jürgen Zarusky seit mindestens 1998 als eine der „Schlüsselfiguren der Holocaust-Leugner“. Nach Barnes ist die Barnes Review benannt, eine amerikanische Zeitschrift, die sich der Holocaustleugnung verschrieben hat. Barnes wird von Evans als Holocaustleugner eingestuft.

## Schriften (Auswahl)
- A history of the penal, reformatory, and correctional institutions of the state of New Jersey — analytical and documentary. Ph. D. Columbia University, 1918; gedruckt in Trenton, New Jersey 1918.
- War Guilt and the literature of disillusionment. Verlag Hans Robert Engelmann, Berlin 1925 (Aufsatz). Einzige deutsche Übersetzung in: Der deutsche Gedanke. Zeitschrift Heft 30, 1925 (Chefredakteur Paul Rohrbach).
- Genesis of the World War and Introduction to the Problem of War Guilt. A.A. Knopf, New York / London 1926. Überarbeitete Auflage Knopf 1929. Deutsche Übersetzung erschienen als:

Die Entstehung des Weltkrieges — eine Einführung in das Kriegsschuldproblem. Vorwort Maximilian von Montgelas. Deutsche Verlagsanstalt, Stuttgart 1928. (Montgelas war Mitarbeiter der Zentralstelle für die Erforschung der Kriegsursachen, die insgeheim Barnes’ Arbeiten gefördert hatte.)
- In Quest of Truth and Justice. Debunking the War Guilty Myth (1928).
- World Politics in Modern Civilisation. The Contribution of Nationalism, Capitalism and Militarism to Human Culture and International Anarchy (1930).
- The story of punishment — a record of man’s inhumanity to man. Stratford Company, Boston 1930.
- Kriegsschuld und Deutschlands Zukunft. Arbeitsausschuss Deutscher Verbände, Berlin 1930.
- A Refutation of the Versailles War Guilt Thesis. Transl. from the German by Edwin H. Zeydel. Introduction by Harry Elmer Barnes. Ursprünglich deutsches Werk von Wegerers: Die Widerlegung der Versailler Kriegsschuldthese. Hobbing, Berlin 1928.
- The history of western civilization. With Henry David. Harcourt, Brace and Co., New-York 1935.
- The greatest fraud in all history. Beitrag in Berliner Monatshefte. 1933.
- A history of political theories. Macmillan, New York 1935.
- The Struggle Against Historical Blackout (1947).
- Was Roosevelt Pushed Into War by Popular Demand in 1941? (1952).
- Perpetual war for perpetual peace. A critical examination of the foreign policy of Franklin Delano Roosevelt and its aftermath. Edited with the collaboration of W.H. Chamberlin, P.L. Greaves Jr, G.A. Lundberg. The Caxton Press, Caldwell (Idaho) 1953. Deutsche Übersetzung als:

Entlarvte Heuchelei. (Ewig Krieg um ewigen Frieden). Revision der amerikanischen Geschichtsschreibung. Vorwort und Mitarbeit Herbert Grabert, Verlag K.H. Priester 1961 (kritische Untersuchung der amerikanischen Außenpolitik seit Franklin Delano Roosevelt).
- Die Wiedergeburt der historischen Wahrheitsforschung. Verlag der Hochschullehrerzeitung, Tübingen 1961.
- Blasting the Historical Blackout. Professor A.J.P. Taylor’s “The Origin of The Second World War”. Its Nature, Reliability, Shortcomings and Implications (1962).
- Revisionism and Brainwashing (1963). Deutsche Übersetzung als:

Die deutsche Kriegsschuldfrage. Eine Rechtfertigung David L. Hoggans. Verlag Die deutsche Hochschullehrerzeitung, Tübingen 1964.
- Pearl Harbor after a Quarter of Century. In: Arthur Goddard (Hrsg.): Harry Elmer Barnes — Learned Crusader. Ralph Miles, Colorado Springs 1968.
- Revisionism : A Key to Peace and Other Essays. Cato Institute, San Francisco 1980, ISBN 0-932790-18-6 (Cato Paper Ser., No. 12).